# Интимак (Тюлькубаський район)
Интима́к (каз. Ынтымақ) — село у складі Тюлькубаського району Туркестанської області Казахстану. Входить до складу Састобенської селищної адміністрації.
До 1993 року село називалось Сергієвка.
Населення — 1523 особи (2021; 1598 у 2009, 1606 у 1999, 1418 у 1989).